# Amt Dänischer Wohld
Amt Dänischer Wohld er et amt i det nordlige Tyskland, beliggende i den nordøstlige del af Kreis Rendsburg-Eckernförde. Kreis Rendsburg-Eckernförde ligger i den centrale del af delstaten Slesvig-Holsten. Administrationen i amtet er beliggende i byen Gettorp (tysk: Gettorf).
Amtet ligger på halvøen Jernved (Dänischer Wohld) i det sydøstlige Sydslesvig og afgrænses mod syd af Kielerkanalen.
Amt Dänischer Wohld blev oprettet i forbindelse med forvaltningsreformen 1. april 1970.

## Kommuner i amtet
1. Felm
2. Gettorp
3. Lindaa
4. Neudorf-Bornstein
5. Ny Vittenbæk
6. Ostorp
7. Schinkel
8. Tüttendorf